# Movimenti incoerenti vol. 3
Movimenti incoerenti vol. 3 pubblicato nel marzo del 2005, è un Extended Play del dj italiano Gigi D'Agostino.

## Tracce
Edizioni musicali Media Songs.
1. Uomo Suono – Geht's Noch ? (Lento Violento) – 5:31 (Roman Flügel)
2. Uomo Suono – Geht's Noch ? (Veloce Feroce) – 4:48 (Roman Flügel)
3. Uomo Suono – Uomo Suono – 4:49 (Fabio Maccario, Gigi D'Agostino)
4. Orchestra Maldestra – Monocordo (Corsetta Mix) – 4:59 (Gigi D'Agostino)

Durata totale: 20:07